# Queril de Samos
Queril de Samos (en llatí Choerilus, en grec antic Χοίρλλος) fou un poeta èpic grec que va florir cap al final del segle v aC.
Va ser l'autor d'una obra sobre les guerres dels grecs contra Darios I el Gran i Xerxes I de Pèrsia titulada Περσικά. L'enciclopèdia Suides diu que era contemporani de Paniasis i era jove en el temps de les guerres amb els perses, però com que se sap que el 404 aC vivia a Samos (on el va trobar Lisandre) a l'època de les guerres encara no hauria nascut o bé va néixer al tomb del 480 aC. Va anar al regne de Macedònia on va morir probablement el 399 aC.